# ポケットに冒険をつめこんで
『ポケットに冒険をつめこんで』（ポケットにぼうけんをつめこんで）は、2023年10月20日（19日深夜）から12月22日（21日深夜）までテレビ東京系列の「木ドラ24」枠で放送されたテレビドラマ
。主演は西野七瀬。
本作は、1996年にゲームソフトとして登場以降、アニメやカードゲームなど幅広くメディアミックスを展開し、子供から大人まで根強い人気を誇る『ポケットモンスター』シリーズを原案にしたシリーズ初のオリジナルドラマ。

## キャスト

### 主要人物
赤城まどか（あかぎ まどか）〈28〉
演 - 西野七瀬（幼少期：吉本実由）
広告代理店「ADventure」のクリエイター志望の女性。関東地方のとある港町・真白町育ち。
蒲鉾メーカーで働いていたが、学生時代から憧れていたクリエイターを目指し上京、転職した。

### ADventure
桧山景明（ひやま かげあき）
演 - 笠松将
営業。まどかと同い年。癪に触るタイプの男。炎が消えかけた「ヒトカゲ」社員。
小薬一親（こぐすり かずちか）
演 - 長谷川朝晴
営業。親切が過ぎるあまりに頼み事が断れない。「承知しました」が口癖。「ガルーラ」になれないお仕事パパ。
目黒洋子（めぐろ ようこ）
演 - 平野綾
デザイナー。ハイスペックな男性を求め、マッチングアプリを利用している。恋に仕事に執念深き「キュウコン」女性。
小出優希（こいで ゆうき）
演 - 世古口凌
プランナー。社内最年少。プラス思考ではあるものの、まるで役に立たない「コイキング」社員。
宿谷浩一（やどや こういち）
演 - 塚地武雅
社長。ド忘れしがちな「ヤドラン」社長。

### まどかの関係者
工藤美登里（くどう みどり）
演 - 内田理央
まどかの幼馴染。大手広告代理店「Wonder Create」勤務。まどかに対抗心を燃やす「ライバル」。
まさこ
演 - 佐藤江梨子
まどかが行きつけのキッチンカフェ「ルージュ」の店長。元銀座のクラブのママ。まどかの人生に気付きをくれる「エスパー」ママ。
唐沢空（からさわ そら）
演 - 渡邉斗翔
まさこの息子。まどかにとっての「ポケモン」の師匠。

### その他
大木戸ユキナリ（おおきど ユキナリ）
声 - 柳葉敏郎
本作のストーリーテラー。まどかを先導してくれる、オーキド博士のような存在。美登里の祖父。
まどかの母親
演 - 森尾由美
上京したまどかへの仕送りに、ゲームボーイポケットと『ポケットモンスター 赤』を同梱する。

### ゲスト

#### 第1話
岩倉武（いわくら たけし）
演 - 日向丈
創業80年の調理器具メーカー「犀印（さいじるし）」の3代目社長。ADventureの売上を支える太客。競合プレゼンを開催する。
犀印の役員
演 - 岸田研二、川守田政人、今奈良孝行、川口紗弥加
競合プレゼンを審査する。

#### 第2話
加茂和尚（かも おしょう）
演 - 村松利史
大御所コピーライター。広告のキャッチコピーを考えるのが得意。こだわりが強く、気難しい。新潟県産の新ブランド米「みずほまれ」のキャッチコピーをADventureから依頼される。
根岸（ねぎし）
演 - 大石菊華
加茂のアシスタント。
ロケバスのドライバー
演 - 西川瑞
「みずほまれ」のポスター用写真撮影のためのロケバスを運転する。

#### 第3話
草野絵里花（くさの えりか）
演 - 工藤遥
若手人気女優。映画やドラマで大活躍。業界では知られたワガママ女優。タマデパートの「2023夏キャンペーン」での広告モデルをADventureから依頼され、多くの注文をつける。
文殊（もんじゅ）
演 - 明星真由美
絵里花のマネージャー。
カメラマン
演 - 安楽将士
広告ポスターに絵里花が注文した右顔からの写真撮影を依頼される。
スタイリスト
演 - 江守沙矢
広告撮影の衣装に絵里花が注文した東京コレクションで見たワンピースを依頼される。
ケータリング業者
演 - 吉田電話
広告撮影での食事に絵里花が注文したヴィーガン食のケータリングを依頼される。

#### 第4話
小薬コウジ（こぐすり コウジ）
演 - 柊吾
小薬の息子。仕事ばかりの父と親子の時間が作れず関係を拗らせている。
小薬の妻
演 - 福田ユミ
コウジが小学校で描いた家族の絵で、父親の顔を思い出せず黒塗りにしたことを嘆く。
飼育員
演 - 林浩太郎
金沢動物園の飼育員。大声を出すと動物が驚くとまどかを注意する。

#### 第5話
川平権蔵（かびら ごんぞう）
演 - 加藤満
ネムロ商店街の会長。川平寝具店を営んでいる。ネムロ商店街の偉い人。とても頑固。ADventureの町おこしプロジェクトのプレゼンに反応せず居眠りする。
伊佐未 葦（いさみ あし）
演 - 木村知貴
ネムロ町職員。ネムロ町へのラグビーチームの移転に伴い、役所、商店街、ADventureでワンチームになってネムロ商店街をラグビーファンの聖地に変えていこうと意気込む。
駄菓子屋おじさん
演 - 内藤トモヤ
「お菓子の種屋」の店主。川平は地元の子どもが安心して集まれる商店街作りを大事にしているとまどかに教える。
スナックのママ
演 - 並木愛枝
商店街にラグビーファンを集め、打ち上げ会場にして盛り上げる「ネムロラグビーロードプロジェクト」を大歓迎する。
電気屋のオヤジ
演 - 齊藤あきら
ラグビープロジェクトが町おこしになると喜ぶ。
肉屋の主人
演 - 齊藤友暁
ADventureからラグビーボール型コロッケの販売を提案される。
小学生
演 - 山田忠輝、白石絃馬、清水青葉
ネムロ町の子どもたち。駄菓子屋にいたまどかに話しかけてくる。

#### 第6話
澤村翔（さわむら しょう）
演 - 富田健太郎
三橋広告社の動画クリエイター。桧山の元同僚。映像コンテスト「東京ショートフィルムコンテスト」に海老原とペアで参加し、審査員特別賞を受賞する。準グランプリを受賞した桧山を称える。
海老原拳児（えびはら けんじ）
演 - 本多遼
三橋広告社のCMプランナー。桧山の元同僚。準グランプリを受賞した桧山を称える。
司会
演 - 竹内クルミ（オルカ）、樋渡光稀（オルカ）
「東京ショートフィルムコンテスト」の司会。

#### 第7話
唐沢空也（からさわ くうや）
演 - コカドケンタロウ
亡くなった空の父。豪華客船の船乗りだったが1年前に心臓の病気で突然亡くなる。形見の眼鏡をかけた空に幽霊の姿で見えるようになり、空に「やり残しリスト」をこなしてもらう。
美登里の後輩
演 - 立野沙紀（第9話）
「Wonder Create」での美登里の後輩。

#### 第8話
榊三郎（さかき さぶろう）
演 - 桐山漣
目黒の彼氏。コスメロケットの若きホープ。マーケティング部マネージャー。新商品のデザインや売り方を分析している。四兄弟の三男坊。
子ども
演 - 山田海人、松野晃士
喫茶店の店内を走り回っていたのを、榊に足をかけられ転倒する。

#### 第9話
美登里の後輩
演 - 尾崎明日香
「Wonder Create」での美登里の後輩。
剣道部の顧問
演 - 久保勝史
まどかと美登里の出身校である真白高等学校の剣道部顧問。
剣道部員
演 - 関川ゆか、木野このみ
真白高等学校の剣道部員。

#### 最終話
桂（かつら）
演 - 田野良樹
まどかが勤務していた真白町の蒲鉾メーカーの社員。帰省したまどかと海岸で再会する。
美登里の母
演 - 藤田記子
帰省したまどかと真白町の墓地で再会する。
米屋の店主
演 - 杉山ひこひこ
真白町の米屋「丸加商店」の店主。まどかが広告に携わったブランド米「みずほまれ」を取り扱う。
小島乃亜
演 - 荒川ひなた
「丸加商店」の店主の娘。「みずほまれ」の広告ポスターに興味を示し、まどかに質問する。
女性
演 - 関川ゆか
「ルージュ」の店内にてゲームボーイポケットで『ポケットモンスター』の冒険をスタートさせる。

## スタッフ
- 原案 - ビデオゲーム『ポケットモンスター』シリーズ[2]
- 企画・プロデュース - 畑中翔太[2]
- 脚本 - 畑中翔太、灯敦生、大歳倫弘[1]、松浦健志
- 監督 - ヤングポール、林隆行、松浦健志[1]
- エンディングテーマ - sumika「マシロ」（ソニー・ミュージックレーベルズ）[38]
- 音楽プロデューサー - フジモトヨシタカ
- 音楽 - 菊地信哉、坂本剛、小畑貴裕
- 監修協力 - The Pokémon Company、大洞翔一、渡邊力輝也、加賀美玲、中原慧哉
- プロデューサー - 漆間宏一（テレビ東京）、正井彩夏（テレビ東京）、涌田秀幸（C&Iエンタテインメント）[1]
- 制作 - テレビ東京、C&Iエンタテインメント[2]
- 製作著作 - 「ポケットに冒険をつめこんで」製作委員会[2]

## 放送日程
| 各話   | 放送日   | サブタイトル               | 脚本              | 監督         |
| ------ | -------- | -------------------------- | ----------------- | ------------ |
| 第1話  | 10月20日 | こうかはばつぐんだ!        | 畑中翔太          | ヤングポール |
| 第2話  | 10月27日 | いうことをきかない!        | 灯敦生            | ヤングポール |
| 第3話  | 11月03日 | コイキングな小出くん       | 畑中翔太          | 林隆行       |
| 第4話  | 11月10日 | ガルーラと小薬さん         | 大歳倫弘 松浦健志 | 松浦健志     |
| 第5話  | 11月17日 | カビゴンおやじのとおせんぼ | 大歳倫弘          | 林隆行       |
| 第6話  | 11月24日 | おや!?ヒヤマのようすが……!  | 畑中翔太          | ヤングポール |
| 第7話  | 12月01日 | ……ココカラ タチサレ……      | 畑中翔太          | ヤングポール |
| 第8話  | 12月08日 | 目黒さんのだいもんじ!      | 灯敦生            | 松浦健志     |
| 第9話  | 12月15日 | ライバルの存在             | 大歳倫弘          | 林隆行       |
| 最終話 | 12月22日 | ポケットに冒険をつめこんで | 畑中翔太          | ヤングポール |

## 放送局
| 放送期間                       | 放送時間                     | 放送局         | 対象地域       | 備考                                |
| ------------------------------ | ---------------------------- | -------------- | -------------- | ----------------------------------- |
| 2023年10月20日 - 12月22日      | 金曜 0:30 - 1:00（木曜深夜） | テレビ東京     | 関東広域圏     | 製作局                              |
|                                |                              | テレビ大阪     | 大阪府         |                                     |
|                                |                              | テレビ愛知     | 愛知県         |                                     |
|                                |                              | テレビせとうち | 岡山県・香川県 |                                     |
|                                |                              | テレビ北海道   | 北海道         |                                     |
|                                |                              | TVQ九州放送    | 福岡県         |                                     |
| 2023年10月25日 - 12月27日      | 水曜 0:00 - 0:30（火曜深夜） | BSテレ東       | 日本全域       | BS放送                              |
|                                |                              | BSテレ東4K     | 日本全域       | BS4K放送 / 4Kアップコンバートで放送 |
| 2023年11月2日 - 2024年1月4日   | 木曜 0:35 - 1:05（水曜深夜） | テレビ和歌山   | 和歌山県       |                                     |
| 2023年11月11日 - 2024年1月13日 | 土曜 23:30 - 0:00            | びわ湖放送     | 滋賀県         |                                     |

## ネット配信
| 配信開始月 | 配信サイト     | 配信料金     | 備考       |
| ---------- | -------------- | ------------ | ---------- |
| 2023年10月 | ネットもテレ東 | 広告付き無料 | 見逃し配信 |
| 2023年10月 | TVer           | 広告付き無料 | 見逃し配信 |
| 2023年10月 | U-NEXT         | 定額制有料   |            |